# Thư tình nơi chiến trận
Thư tình nơi chiến trận (tựa gốc: Dear John) là một phim lãng mạn chính kịch đề tài chiến tranh của Mỹ năm 2010 có sự góp mặt của Amanda Seyfried và Channing Tatum. Phim do Screen Gems phát hành chiếu rạp tại Bắc Mỹ vào ngày 5 tháng 2 năm 2010. Phim do Lasse Hallström đạo diễn, chuyển thể từ cuốn tiểu thuyết cùng tên năm 2006 của Nicholas Sparks.

## Nội dung
Năm 2003, khi đang phục vụ trong Lực lượng Đặc biệt của Quân đội Hoa Kỳ, Trung sĩ John Tyree bị bắn tại Afghanistan. Mở đầu phim, anh ấy nhớ lại chuyến đi thời thơ ấu đến Sở đúc tiền Hoa Kỳ và so sánh mình cũng là một “đồng xu” nhỏ trong lực lượng quân đội Hoa Kỳ, và nói về điều cuối cùng anh ấy nghĩ đến trước khi anh lịm đi chính là “bố”.
Hai năm trước đó vào mùa xuân năm 2001, John được nghỉ phép ở Charleston, Nam Carolina. Anh gặp Savannah Curtis, một sinh viên đại học với một nhóm đồng nghiệp đang xây nhà cho cộng đồng trong thời gian nghỉ xuân. Savannah mời John đến một bữa tiệc, nơi anh gặp người hàng xóm của cô, Tim, và con trai mắc chứng tự kỷ của anh, Alan. Trong vòng hai tuần, họ tiếp tục hẹn hò với nhau và cuối cùng yêu nhau. Savannah cũng gặp cha của John, người bị ám ảnh bởi bộ sưu tập đồng xu ngày càng tăng của ông ta.
Savannah nói với John rằng cha anh có thể mắc một dạng tự kỷ có chức năng cao được gọi là Hội chứng Asperger giống như con trai của Tim, Alan. John nổi giận xông ra, và anh ta vô tình tấn công Tim, làm gãy mũi anh ấy. Savannah nhìn thấy sự chấn động và ngừng nói chuyện với John. John sau đó xin lỗi Tim, người đề nghị gửi cho Savannah một tin nhắn. Savannah sau đó đến thăm John để dành một ngày cuối cùng bên nhau. Trước khi John rời đi, họ hứa sẽ tiếp tục mối quan hệ của họ thông qua những lá thư, và thề sẽ kể cho nhau mọi thứ.
John và Savannah lên kế hoạch bắt đầu một cuộc sống mới cùng nhau sau khi John giải ngũ. Tuy nhiên, khi các cuộc tấn công ngày 11 tháng 9 xảy ra, John cùng với nhóm của anh ấy được yêu cầu kéo dài thời gian triển khai. Kết quả là thời gian họ xa nhau lần lượt tính bằng nhiều tháng và sau đó là nhiều năm. Trở lại Charleston, Savannah bắt đầu dành nhiều thời gian hơn cho Tim, và quyết định rằng cô ấy muốn làm việc với trẻ tự kỷ, cô ấy có kế hoạch xây dựng một trang trại và chuồng ngựa, nơi chúng có thể tận hưởng không gian ngoài trời và động vật. Trong hai năm tiếp theo, mối tình lãng mạn của John và Savannah  tiếp tục qua những lá thư của họ, cuối cùng thì một lá thư "Dear John", trong đó Savannah chia tay với John; Cô ấy giải thích rằng trong khi cô ấy vẫn còn yêu anh, cô ấy đã nảy sinh tình cảm với một người khác và đã đính hôn.
Năm 2003, sau khi bị bắn ở Afghanistan, John được khuyến khích trở về nhà nhưng anh lại tái nhập ngũ lần thứ hai. Bốn năm nữa trôi qua, John được thông báo rằng cha anh đã bị đột quỵ, và được đưa về nhà để ở cùng anh. Trong bệnh viện, John đọc một lá thư cho cha mình mà ông ấy đã viết cho anh, giọng nói của John lúc đầu phim là từ lá thư này, trong đó anh nói với cha mình rằng điều đầu tiên lướt qua tâm trí anh ta sau khi anh ta bị bắn là đồng xu, và thứ cuối cùng lướt qua tâm trí anh trước khi anh bất tỉnh là cha của anh. Không lâu sau, cha anh qua đời.
Sau đám tang, John đến thăm Savannah và biết được rằng người đàn ông mà cô kết hôn là Tim, từ bỏ ước mơ về trại cưỡi ngựa cho trẻ em mắc chứng tự kỷ vì cuộc chiến chống lại bệnh Lymphoma của Tim. Savannah đưa John đến bệnh viện để thăm khám; Tim nói với John rằng Savannah vẫn yêu John. Trở lại ngôi nhà, John và Savannah tận hưởng một buổi tối yên tĩnh bên nhau, và bị cám dỗ trở lại nơi họ đã rời đi nhiều năm trước đó, nhưng không trải qua tình cảm của họ. John nói lời tạm biệt với Savannah và rời đi, nhưng rất quẫn trí.
John bán bộ sưu tập tiền xu của cha mình (ngoại trừ đồng xu Con La có giá trị mà anh đã tìm thấy với cha mình cách đây nhiều năm) để gây quỹ giúp Tim điều trị ung thư, sau đó anh trở lại quân đội, mang theo đồng xu Con La bên mình như một sự may mắn, quyến rũ. Anh ta nhận được một lá thư cuối cùng từ Savannah nói với anh ta rằng họ đã nhận được một khoản quyên góp ẩn danh nhưng Tim đã chống chọi với căn bệnh của mình chỉ sau hai tháng điều trị. 
Nhiều tháng sau, John, bây giờ là một thường dân, cuối cùng cũng trở về nhà. Vào một ngày nọ, khi đang đậu xe đạp ở thị trấn, anh nhìn thấy Savannah tại một quán cà phê. Cuộc trùng phùng kết thúc khi họ cho nhau một cái ôm.

## Diễn viên
- Channing Tatum vai John Tyree
- Amanda Seyfried vai Savannah Lynn Curtis
- Henry Thomas vai Tim Wheddon
- Richard Jenkins vai Mr. Tyree
- Luke Benward vai Alan Wheddon
- Braeden Reed vai Alan Wheddon khi còn trẻ
- Scott Porter vai Randy
- D.J. Cotrona vai Noodles
- Cullen Moss vai Rooster
- Gavin McCulley vai Starks

## Nhạc phim
| STT              | Nhan đề                       | Phổ nhạc                      | Thời lượng |
| ---------------- | ----------------------------- | ----------------------------- | ---------- |
| 1.               | ""Paperweight""               | Joshua Radin & Schuyler Fisk  | 3:22       |
| 2.               | ""The Moon""                  | The Swell Season              | 4:40       |
| 3.               | ""Amber""                     | 311                           | 3:29       |
| 4.               | ""Excelsior Lady""            | The Donkeys                   | 3:34       |
| 5.               | ""Things & Time""             | The Wailing Souls             | 3:22       |
| 6.               | ""Little House""              | Amanda Seyfried               | 3:17       |
| 7.               | ""The is the Thing""          | Fink                          | 4:25       |
| 8.               | ""Think of Me""               | Rosi Golan                    | 3:09       |
| 9.               | ""You Take My Troubles Away"" | Rachael Yamagata & Dan Wilson | 3:39       |
| 10.              | ""Dear John Theme""           | Deborah Lurie                 | 1:53       |
| Tổng thời lượng: | Tổng thời lượng:              | Tổng thời lượng:              | 33:30      |

## Âm nhạc
Nhạc phim Thư tình nơi chiến trận được sáng tác bởi Deborah Lurie, người đã thu nhạc phim của cô ấy với Hollywood Studio Symphony tại Sân khấu nhạc phim Warner Brothers Eastwood ngay sau khi kết thúc nhạc phim của cô ấy với phim 9.  
Album nhạc phim bao gồm các bài hát đã được phát hành vào ngày 2 tháng 2 năm 2010, từ Relativity Media Groupvà một album nhạc phim cũng đã được phát hành dưới dạng kỹ thuật số vào cùng ngày. 

## Phát hành
Bộ phim được ấn định vào ngày 5 tháng 2 năm 2010 tại Hoa Kỳ.

## Sự tiếp nhận từ công chúng

### Phòng vé
Thư tình nơi chiến trận đã thu về 80.014.842 đô la ở Bắc Mỹ và 34.962.262 đô la ở các vùng lãnh thổ khác với tổng số 114.977.104 đô la trên toàn thế giới.
Joshua Radin & Schuyler Fisk
Trong tuần đầu công chiếu, bộ phim đã thu về 30.468.614 đô la, đứng đầu phòng vé, đánh bại Avatar sau bảy ngày cuối tuần ở vị trí đầu tiên và trở thành tác phẩm đầu tay hay nhất cho bộ phim dựa trên tiểu thuyết của Nicholas Sparks . 
Bộ phim là bộ phim ra mắt cao thứ hai cho một bộ phim mở màn cuối tuần Super Bowl , chỉ kém Hannah Montana & Miley Cyrus: Best of Both Worlds Concert năm 2008.

### Đánh giá
Bộ phim nhận được nhiều đánh giá trái chiều đến tiêu cực từ các nhà phê bình, một số khen ngợi dàn diễn viên, nhưng nhiều người lại loại bỏ các nhân vật của nó và nội dung viết chung chung.
Trên Rotten Tomatoes, bộ phim có đánh giá phê duyệt 28% dựa trên 137 bài phê bình, với điểm trung bình là 4,50 / 10. Sự đồng thuận của các nhà phê bình trên trang web cho biết: "Được xây dựng từ nhiều thành phần giống như các tác phẩm nước mắt khác của Nicholas Sparks, Thư tình nơi chiến trận phải chịu đựng khuôn khổ sáo rỗng của nó, cũng như sự chỉ đạo kỳ lạ của Lasse Hallstrom."  Metacritic, ấn định điểm trung bình có trọng số 100 từ các bài đánh giá của các nhà phê bình phim, báo cáo xếp hạng 43 dựa trên 34 bài đánh giá, cho biết "các bài đánh giá hỗn hợp hoặc trung bình". 

## Các giải thưởng
| Year | Award                                             | Category                                             | Work                              | Result     |
| ---- | ------------------------------------------------- | ---------------------------------------------------- | --------------------------------- | ---------- |
| 2010 | Giải thưởng điện ảnh MTV                          | Màn trình diễn nam xuất sắc nhất                     | Channing Tatum                    | Được đề cử |
| 2010 | Giải thưởng điện ảnh MTV                          | Màn trình diễn nữ xuất sắc nhất                      | Amanda Seyfried                   | Được đề cử |
| 2010 | Giải thưởng Teen Choice                           | Phim lựa chọn: Chính kịch                            | Thư tình nơi chiến trận           | Được đề cử |
| 2010 | Giải thưởng Teen Choice                           | Diễn viên điện ảnh được lựa chọn: Phim chính kịch    | Channing Tatum                    | Được đề cử |
| 2010 | Giải thưởng Teen Choice                           | Nữ diễn viên điện ảnh được lựa chọn: Phim chính kịch | Amanda Seyfried                   | Được đề cử |
| 2010 | Giải thưởng Teen Choice                           | Phim lựa chọn: Cặp đôi được yêu thích nhất           | Amanda Seyfried và Channing Tatum | Được đề cử |
| 2011 | Giải thưởng Bình chọn từ khán giả                 | Phim chính kịch yêu thích                            | Thư tình nơi chiến trận           | Được đề cử |
| 2011 | Giải thưởng Điện ảnh và Âm nhạc Truyền hình ASCAP | Phim đứng đầu Doanh thu phòng vé                     | Deborah Lurie                     | Thắng      |
| 2011 | Giải thưởng CinEuphoria                           | Top 10 của năm - Giải thưởng bình chọn bởi khán giả  | Lasse Hallström                   | Thắng      |
| 2011 | Giải thưởng CinEuphoria                           | Top 10 của năm - Cuộc thi Quốc tế                    | Lasse Hallström                   | Thắng      |
| 2011 | Giải thưởng CinEuphoria                           | Nam diễn viên chính xuất sắc nhất - Cuộc thi Quốc tế | Channing Tatum                    | Thắng      |

## Giải trí tại nhà
Thư tình nơi chiến trận được phát hành trên DVD và Blu-ray vào ngày 25 tháng 5 năm 2010